# Mieścisko (stacja kolejowa)
Mieścisko – nieczynna stacja kolejowa w mieście Mieścisko, w województwie wielkopolskim, w Polsce.